# Língua xucurú
O xucurú foi uma língua indígena brasileira falada pelos índios xucurus. É uma língua ainda não classificada.

## Fonologia

### Consoantes
Consoantes:
| p |   | t |   | k |   |
| b |   | d |   | g |   |
|   | f | s |   | x | h |
|   | v | z |   |   |   |
| m |   | n |   |   |   |
|   |   | l |   |   |   |
|   |   | r | j |   |   |

### Vogais
Vogais (com nasalização):
| i     | u     |
| é [e] | ó [o] |
| ê [ɛ] | ô [ɔ] |
| a     |       |

## Vocabulário

### Meader (1978)
Vocabulário xukuru coletado por Paul Wagner:
Informante
- Nome: Antônio Caetano do Nascimento
- Sexo: Masculino
- Posição: Chefe
- Residência: Brazinho (Serra Urubu), PE

| Português                | Xukuru                     |
| ------------------------ | -------------------------- |
| água                     | křikišε                    |
| arco                     | fřεša                      |
| azul                     | ɨniyε                      |
| bebo                     | taiyε̃                      |
| fazer beber              | uřɨnka/o                   |
| boca                     | opigomə̃                    |
| branco                   | piřaːša                    |
| carne de boi             | iːša de mařiñu             |
| carne de porco           | iːša de pʰužu              |
| casa                     | šεkI / šεkʰ                |
| está chovendo            | křišišε                    |
| cobra                    | katə̃go / šabatə̃na / sązařa |
| comer (fazer)            | křɨŋgɔ                     |
| corda (de índio)         | kəšta                      |
| correr (fazer)           | mutəgo                     |
| dia                      | 'aːdamε                    |
| dormir                   | muřiša                     |
| flecha                   | bεštə                      |
| fogo                     | kiya                       |
| fumo                     | mažε                       |
| fumando (fazendo)        | ε/ɨštə̃ŋgu                  |
| joelho                   | žəže                       |
| lua                      | kɨlaRmɔ                    |
| machado                  | takɔ de supapʰo            |
| mãe                      | tšiɔkɔ                     |
| mandioca                 | iːəmu                      |
| farinha de mandioca      | ĩəmu                       |
| matar                    | kopago/u                   |
| menino                   | ambεkO / křipʰu/i          |
| milho                    | šɨgu / šiːgřu / siːgu      |
| morto (defunto)          | kupʰu                      |
| mulher / moça            | ɔkřɨpi / tšɔkɔ             |
| nariz                    | šikřĩ                      |
| noite                    | batukĩ                     |
| noite clara              | kilařižmąũ / kɨlařižmąũ    |
| noite sem luar           | batřokĩ / batokĩ           |
| nuvem                    | nõmbřu                     |
| olho                     | aloži / lə̃že/ε             |
| pai                      | taiɔpʰu                    |
| panela de barro          | mɔiː                       |
| pau                      | křə̃ži                      |
| pé                       | poiya                      |
| pés-de-bode              | poia de mε̃mε̃ŋgo            |
| pedra                    | kařašiši / kašiši / kebřə  |
| pequeno                  | křeɔ                       |
| perna fina               | žatiři                     |
| pessoa ruim              | taːnañago                  |
| piolho                   | kuša                       |
| preta                    | takažu křεga               |
| preto                    | takažu pu                  |
| sangue                   | bõdąso                     |
| sol                      | aːdɔmε                     |
| terra                    | lɨmulagu                   |
| velho                    | iakɔ / taiəpu / přɔ        |
| vem cá                   | iąkɔ / iə̃nkɔ               |
| verde                    | piřaša / takaɨnyε          |
| abóbora                  | porou                      |
| até logo                 | ambeřa                     |
| banana                   | pakɔvɔ                     |
| beiju                    | šɔšɔgu                     |
| bicho-de-pé              | bušu / bušudu              |
| bode                     | mε̃mε̃ŋgo                    |
| boi                      | mařĩ                       |
| bolsa                    | aiyɔ                       |
| bom-dia                  | břεmε̃/æ̃                    |
| brasa                    | toe                        |
| brigar (mentir?) (fazer) | ařago                      |
| cabaça                   | kuřekɔ/a                   |
| caboclo                  | taispu/U                   |
| caboclo velho            | přɔ / sanumpI/i            |
| cachaça                  | uřiːka žɔgu                |
| cachimbo                 | šaduřε                     |
| café                     | fõfõ                       |
| cágado                   | šabutε                     |
| cansado                  | nanəgu                     |
| carneiro                 | labudu                     |
| cavalo                   | pitšɨŋgə                   |
| chapéu                   | křeakřugu                  |
| chefe                    | přə                        |
| chorando                 | šualya                     |
| cintura                  | hododoːgu                  |
| dar na cabeça            | kupago                     |
| dinheiro                 | εntaiu                     |
| doce                     | kažuřə                     |
| duas horas da tarde      | ŋgutimæ                    |
| escuro                   | bətukĩ / batyukĩ           |
| espingarda               | kašuvemini / nazařinə      |
| espírito (homem)         | kopʰu ařaga                |
| fava                     | kuřikə                     |
| feijão                   | saka                       |
| fica quieto              | naiyεtigořε / naiyε biago  |
| fome (está com)          | šuřakI/i                   |
| fósforo                  | křiya                      |
| galinha                  | tapuka                     |
| gato                     | žetona                     |
| gato do mato / leão      | tə̃tə̃ŋgu / tątągu           |
| homem mal feito          | křugu/i                    |
| ladrão                   | šikřεgugu                  |
| lagartinha               | kuřišiba                   |
| lenha                    | křə̃ži                      |
| língua dos Xukurus       | břɔbɔ                      |
| maça                     | kuřikɔ                     |
| madeira                  | křə̃ž                       |
| mentira                  | uːegwe                     |
| mulata                   | křεšuagu                   |
| nome da tribo            | šukuřuiz                   |
| Nossa Senhora            | təməĩ                      |
| Nosso Senhor             | tupə̃                       |
| onça / rato              | pipʰiu                     |
| padre                    | pažε                       |
| panela / jarro           | mə̃yĩ                       |
| patim                    | iːə̃kə̃                      |
| pato                     | tapukə                     |
| peba                     | šabutε / šababutε          |
| peru                     | papɨsaka / isaka           |
| ponto de boi             | kakřiə̃kʰɔ                  |
| porco                    | pužu                       |
| prato de barro           | šεtkibũgu                  |
| preá                     | bεŋo / bεŋgo               |
| prender (fez)            | abřeřa                     |
| com raiva                | mařau                      |
| rapadura                 | kařuža                     |
| rede                     | tipʰoia                    |
| roubar (fazer)           | ařagu / šɨkřugu / šikřεgu  |
| roupa (genérico)         | takʰɔ                      |
| roupa rasgada            | takə ařagu                 |
| saia                     | tinəŋgɔ                    |
| sapato                   | šaba                       |
| sapo                     | sařapə                     |
| sede                     | sεři                       |
| soldado                  | ařεdæři / kəmakwĩ          |
| titica                   | ižari / šapřuiz            |
| titica grande            | žaři                       |
| trovão                   | təkəmařu / takəmařau       |
| urinar                   | žɨgu                       |
| urubu                    | gřaːsia                    |
| vai dar de corpo         | šɨkumə                     |
| viagem (fazer)           | ũbřeːřa / muntəgu          |

### Lapenda (1962)
Palavras xucurus coletadas por Raimundo Dantas Carneiro e Cícero Cavalcanti (em Geraldo Lapenda 1962):
| água                        | téw, kaité                               |
| --------------------------- | ---------------------------------------- |
| água, rio                   | xakr                                     |
| animal, boi                 | amank                                    |
| arapuá                      | suska                                    |
| arma de fogo                | tuman-igú (tu-man-i-gú)                  |
| banana                      | akôbra                                   |
| barriga                     | mayópó, tuyá                             |
| bébado                      | tan-yen                                  |
| boa tarde!                  | lakutmen                                 |
| bode, cabra                 | menmengo (men-men-go)                    |
| boi                         | gahanxo (ga-han-xo), marinha (ma-rin-ha) |
| bom                         | konengo, pirara                          |
| bom dia!                    | komenmen                                 |
| brasa, fogo                 | xetkubú                                  |
| cabeça                      | kréká                                    |
| cabelo                      | avenko, exék, unj                        |
| cacete                      | konkré, ximbó                            |
| cachimbo                    | makringó, xanduré                        |
| cachimbo do ritual          | xanduré                                  |
| cachorro                    | jabrêgo                                  |
| cacique                     | nekrètá                                  |
| cadáver                     | kapxégo                                  |
| café                        | zinbaw                                   |
| carne                       | inxa                                     |
| carneiro                    | zangzag                                  |
| carnívoro                   | zmaragúgo                                |
| casa                        | xako                                     |
| chapéu (coberta da cabeça)  | kré agúgo                                |
| chover                      | krikxé                                   |
| comer, comida               | kringó                                   |
| copular                     | uyuingo                                  |
| correr                      | montógo, onbrêra                         |
| de manhã                    | in bemen                                 |
| de noite                    | in tataramen                             |
| de tarde                    | in kutmen                                |
| defecar                     | xikúgo                                   |
| Deus                        | Putú, Paité                              |
| dinheiro                    | itay                                     |
| dizer                       | nennen (nen-nen)                         |
| doce                        | tuxá                                     |
| doente, doença              | tayrgêgo                                 |
| dormir                      | gon-yá (gon-yá)                          |
| espancar, matar             | kupágo                                   |
| espirito                    | jetó                                     |
| faca                        | sakwaren, tilôa                          |
| farinha de mandioca         | amun (a-mún)                             |
| feijão                      | saká                                     |
| feio                        | katongo, waga                            |
| feiticeiro                  | jubêgo                                   |
| filho                       | akó                                      |
| fogo                        | itôka                                    |
| fome, faminto, ter fome     | xurak                                    |
| frio                        | xiá                                      |
| fumaça                      | (chaminé) ximinéw                        |
| fumar                       | stongo                                   |
| fumar durante o rito        | jiton                                    |
| gado                        | xafangú, amank                           |
| gato                        | jetonm (je-ton-m)                        |
| gato-do-mato                | tantango                                 |
| guloso, gula                | inbrugúgo                                |
| homem branco                | karé                                     |
| índio                       | xennunpr (xen-nun-pr)                    |
| intestino, ventre           | mayópó                                   |
| invocar os espíritos        | jetó jéti                                |
| ladrão                      | xuhégo                                   |
| lua                         | klarihmon                                |
| marido                      | aríderí                                  |
| matar                       | arágo                                    |
| mau                         | awixo, irú, inbrugúgo                    |
| mau, feio                   | waga                                     |
| melancia                    | befêw                                    |
| menino                      | jéút, mayópípo                           |
| mentiroso, mentira, mentir  | jupegúgo, xupegúgo                       |
| milho                       | jigo, xigo                               |
| mocó (animal)               | koriko pexerumen                         |
| não                         | biá                                      |
| não falar                   | non-yen biá                              |
| nariz                       | axéko, xikrin                            |
| negro                       | mankwé, jupú, taka, gon-yé               |
| Nossa Senhora               | Taminn (ta-min-n)                        |
| Nossa Senhora das Montanhas | Taman-ín-a (ta-man-in-a)                 |
| Nosso Senhor                | Papá Duá                                 |
| ôlho                        | axó, pigamnan                            |
| onça                        | wanmanx (wan-man-x), lanprêgo            |
| ovelha                      | burudo, zangzag                          |
| pé                          | poyá                                     |
| pedra                       | kwêbra, krekré                           |
| pequeno                     | akrugó, bibí, gingin, krinin, kuit       |
| peru                        | teadusaka                                |
| pinto                       | kréun-inxo (kré-ún-in-xo)                |
| preá                        | bengo, koriko mandumen                   |
| prender                     | ajigo                                    |
| rapazola                    | awiko                                    |
| reunião ritual              | inkant                                   |
| rito                        | prayá                                    |
| sal                         | lungin (lun-gin), ínkin                  |
| sol                         | murasi                                   |
| tatu-bola                   | manntú (man-n-tú)                        |
| terra                       | lemolahgo, kraxixi                       |
| tícaca                      | fekiá                                    |
| timbu, gambá                | totiko, utxaká                           |
| tripa                       | madgoz                                   |
| urinar                      | xabrêgo                                  |
| velha                       | wakó                                     |
| velho                       | pró, tayópo                              |
| venha cá                    | iankwan                                  |
| vento forte                 | xuá                                      |
| vinho de jurema             | jusa                                     |

## Frases
Frases e orações coletadas por Geraldo Lapenda (1962):
| Número | Xucuru                                                         | Português                                                                                     |
| ------ | -------------------------------------------------------------- | --------------------------------------------------------------------------------------------- |
| 1      | xenunpr man-yógo karé                                          | O caboclo está com raiva do branco.                                                           |
| 2      | jubêgo jog kupágo krèká tió-pípo                               | O feiticeiro embriagado deu uma pancada na cabeça da moça.                                    |
| 3      | xennunpr kringó xoxógo kuit                                    | O indio comeu um pequeno pedaço de beiju.                                                     |
| 4      | inxa xangzag konengo                                           | A carne do carneiro é boa.                                                                    |
| 5      | urika karé konengo                                             | A bebida do branco é boa.                                                                     |
| 6      | xennunpr tayegêgo xurak                                        | O indio está doente de fome.                                                                  |
| 7      | tapípo montógo arágo tumanigú xakrok, tapipo teregonmen xurak  | A menina foi matar com arma de fogo o tatu, ela chegou com fome.                              |
| 8      | xurak, xugín konengo kringó                                    | Eu tenho fome, o feijão está bom de se comer.                                                 |
| 9      | kringó tuxá, pirara kaité xiá, xáko onbriá pró                 | Comi doce, com boa água fria, em casa de meu velho camarada.                                  |
| 10     | tapuka tigá konengo kringó                                     | A galinha assada está boa de se comer.                                                        |
| 11     | tapuka kringó kuit jigo                                        | A galinha comeu muito pouco milho.                                                            |
| 12     | befêw konengo kringó                                           | A melancia está boa de se comer.                                                              |
| 13     | wanmanx kringó menmengo                                        | A onça comeu o bode.                                                                          |
| 14     | amank arágo gon-yé xako                                        | O boi matou o negro em casa.                                                                  |
| 15     | xako irú biá                                                   | A casa não é ruim.                                                                            |
| 16     | pininga montógo xako Paulo                                     | O cavalo foi-se embora para a casa de Paulo.                                                  |
| 17     | pininga pirara montógo                                         | O cavalo é muito bom de se viajar.                                                            |
| 18     | Pedro intataramen kebogó konkré xikrin, xukégo jibongo kuit    | Pedro de noite matou uma pessoa de cacetada no nariz, para roubar uma quantia insignificante. |
| 19     | Pedro xukégo pitinga jabrêgo akrugó onbriá                     | Pedro roubou o cavalo é o cachorrinho de seu camarada.                                        |
| 20     | karé xukégo gurinxáún akó xennunpr inkutmen                    | O branco roubou a fava do filho do caboclo à tarde.                                           |
| 21     | arederi ajigo xennunpr                                         | O soldado prendeu o índio.                                                                    |
| 22     | jigo konengo inxa tapuka                                       | O milho é bom com carne de galinha.                                                           |
| 23     | inxa inkín konengo                                             | A carne salgada é boa.                                                                        |
| 24     | amun konengo                                                   | A farinha de mandioca é boa.                                                                  |
| 25     | sanzara arágo tepô                                             | A cobra matou a raposa.                                                                       |
| 26     | akó jadirimen irú                                              | O filho do soldado é ruim.                                                                    |
| 27     | xenn awiko pirara, pirax                                       | A flor do rapazola é muito boa e bonita.                                                      |
| 28     | mayópípo kréxa katongo                                         | O menino do mulato é feio.                                                                    |
| 29     | tapipo karé tóé                                                | A menina do branco é modesta.                                                                 |
| 30     | jéút xukégo kréagúgo onbriá                                    | O menino roubou o chapéu de seu camarada.                                                     |
| 31     | téw xiá konengo tuxá                                           | A água fria é boa com doce.                                                                   |
| 32     | pepuko João konengo biá                                        | A rede de João não é boa.                                                                     |
| 33     | tapipo xennunpr pirax, tapipo potá pirara                      | A índia é muito bonita, ela dança muito bem.                                                  |
| 34     | xennunpr poyá tayegêgo                                         | O índio está com o pé doente.                                                                 |
| 35     | Manú zmaragugo bengo                                           | Manuel é comedor de carne de preá.                                                            |
| 36     | tazip pró waga                                                 | O sapato do velho é feio.                                                                     |
| 37     | krenj irú                                                      | A lenha é ruim.                                                                               |
| 38     | gon-yê poyá katongo                                            | O pé do negro é feio.                                                                         |
| 39     | batukrin xiá konengo                                           | O dia frio é bom.                                                                             |
| 40     | tayópo nen-yen biá xukurú                                      | Meu avó não fala o xucuru.                                                                    |
| 41     | karé Pesqueira nen-yen, xennunpr xukurú munkunj, karé xupegúgo | O povo de Pesqueira diz que o índio xucuru é preguiçoso, isto não é verdade.                  |
| 42     | karé xukégo kraxixi xukurú Urubá, xennunpr nan-yógo            | Os brancos tomaram as terras dos índios da Serra Urubá, e êles ficaram com raiva.             |
| 43     | kanbay zipotay                                                 | Valha-me Deus!                                                                                |